# Tetartostylus illyricus
Tetartostylus illyricus är en insektsart som beskrevs av Carl Ludwig Kirschbaum 1868. Tetartostylus illyricus ingår i släktet Tetartostylus och familjen dvärgstritar. Inga underarter finns listade i Catalogue of Life.